# Kościół Matki Bożej Częstochowskiej w Krępcewie
Kościół Matki Bożej Częstochowskiej w Krępcewie – katolicki kościół filialny zlokalizowany we wsi Krępcewo w gminie Dolice, w powiecie stargardzkim (województwo zachodniopomorskie). Należy do parafii Matki Bożej Różańcowej w Rzeplinie.

## Historia i architektura
Kościół został wzniesiony na przełomie XV i XVI wieku. Murowany z kamienia, zbudowany został na planie prostokąta. W 1607 roku kościół spłonął w pożarze i został odbudowany, na początku wieku XVIII przeszedł przebudowę. Dolna, kamienna partia przylegającej do kościoła wieży pochodzi z okresu jego budowy. Górna, wykonana z drewna kondygnacja, zwieńczona ośmiobocznym hełmem, została nadbudowana w połowie XIX wieku. W przyziemiu wieży znajduje się ostrołukowy, trójuskokowy portal wejściowy. Na wieży zawieszony jest dzwon o wysokości 88 cm, odlany w 1786 roku przez szczecińską firmę Schwen.
Wnętrze kościoła nakrywa wykonany w XVIII wieku drewniany, rzeźbiony strop pokryty malowidłami. W ścianie prezbiterium umieszczone są dwie zamykane nisze o wymiarach 0,87 × 0,90 i 1,78 × 1,14 m. Zachowały się liczne elementy historycznego wyposażenia świątyni:
- ołtarz główny z 1798 roku, zdobiony okuciowym ornamentem[3]
- ołtarz boczny w formie tryptyku z 1607 roku, umieszczony na ścianie północnej[2][3]
- XVIII-wieczna, barokowa ambona[3]
- prospekt organowy, wykonany w 1797 roku[3]
- epitafium z 1741, rzeźbione w drewnie, umieszczone na ścianie południowej[2][3]
- epitafium w formie ołtarza z 1617 roku, umieszczone na ścianie północnej[2][3]
- renesansowa chrzcielnica z początku XVII wieku[3]
- dwa brązowe lichtarze z 1607 roku[3]

W przeszłości kościół stanowił miejsce pochówku członków rodu Wedlów, w krypcie odnaleziony został barokowy, cynowy sarkofag.
Po II wojnie światowej kościół został konsekrowany jako świątynia katolicka w dniu 5 października 1947 roku.